# Wandering Spirit
Wandering Spirit is het 3e soloalbum van Mick Jagger, de zanger van The Rolling Stones, uitgegeven in 1993.

## Tracklist
Alle nummers zijn geschreven door Mick Jagger tenzij anders vermeld.
1. Wired All Night – 4:05
2. Sweet Thing – 4:19
3. Out Of Focus – 4:36
4. Don't Tear Me Up – 4:11
5. Put Me In The Trash (Mick Jagger, Jimmy Rip) – 3:35
6. Use Me (Bill Withers) – 4:28 (met Lenny Kravitz)
7. Evening Gown – 3:33
8. Mother Of A Man – 4:18
9. Think (Lowman Pauling) – 2:59
10. Wandering Spirit (Mick Jagger, Jimmy Rip) – 4:18
11. Hang On To Me Tonight – 4:37
12. I've Been Lonely For So Long (Posie Knight, Jerry Weaver) – 3:29
13. Angel In My Heart – 3:24
14. Handsome Molly – 2:06

## Muzikanten
- (Lead)zang - Mick Jagger, Lenny Kravitz
- Achtergrondzang - Lynn Davis, Jean McClain, Jeff Pescetto
- Virginal - Matt Clifford
- Gitaar - Mick Jagger, Brendan O'Brien, Jimmy Ripp, Frank Simes
- Pedal Steel-Guitar - JayDee Mannes
- Bas - Flea, John Pierce, Doug Wimbish
- Piano - Billy Preston, Benmont Tench
- Orgel - Billy Preston, Benmont Tench
- Klavecimbel - Matt Clifford
- Clavinet - Mick Jagger, Billy Preston
- Moog synthesizer - David Bianco
- Mondharmonica - Mick Jagger
- Drum - Curt Bisquera, Jim Keltner
- Percussie - Lenny Castro, Mick Jagger, Jimmy Ripp
- Dirigent - Matt Clifford
- Strijkersarrangement - Matt Clifford
- Viool - Robin McKidd
- Saxofoon - Courtney Pine

## Hitlijsten
Album
| Jaar | Hitlijst         | Notering |
| ---- | ---------------- | -------- |
| 1993 | UK Top 75 Albums | 12       |
| 1993 | Billboard 200    | 11       |

Singles
| Jaar | Single             | Hitlijst               | Notering |
| ---- | ------------------ | ---------------------- | -------- |
| 1993 | "Sweet Thing"      | UK Top 75 Singles      | 24       |
| 1993 | "Sweet Thing"      | Mainstream Rock Tracks | 34       |
| 1993 | "Sweet Thing"      | Billboard Hot 100      | 84       |
| 1993 | "Don't Tear Me Up" | Mainstream Rock Tracks | 1        |
| 1993 | "Wired All Night"  | Mainstream Rock Tracks | 3        |